# Misty Copeland
Pour les articles homonymes, voir Copeland.
Misty Copeland est une danseuse classique américaine, née le 10 septembre 1982 à Kansas City dans le Missouri.
Copeland intègre le corps de ballet de l'American Ballet Theatre en 2001. Elle est nommée soliste de l'ABT en 2007, puis principal dancer (l'équivalent de danseuse étoile) en 2015.

## Biographie

### Jeunesse et formation
Misty Copeland grandit dans le quartier de San Pedro à Los Angeles. Sylvia Delacerna, sa mère, élève seule ses enfants et subvient à leurs besoins grâce aux aides sociales. Durant sa jeunesse, la gymnaste Nadia Comăneci fait partie de ses « idoles ». Copeland est scolarisée à la Dana Middle School, où l'une de ses enseignantes lui suggère de prendre des cours de danse. Après les heures de classe, elle participe aux activités du Boys and Girls Club de San Pedro. Remarquée par l'enseignante Cynthia Bradley, elle intègre l'école de danse de San Pedro à l'âge de treize ans. Sa mère décide de mettre un terme à ses leçons, qui lui imposent de longs trajets, puis accepte que la jeune fille emménage chez les Bradley durant la semaine et rentre le week-end,. Copeland est marquée par la prestation de la danseuse Paloma Herrera, de l'American Ballet Theatre, dans Don Quichotte. Elle quitte l'école durant sa deuxième année d'études secondaires (10th grade), est scolarisée à domicile et consacre la majeure partie de son temps à la danse. Malgré ses débuts tardifs, elle est considérée comme une enfant prodige.
En 1998, alors qu'elle est âgée de quinze ans, Misty Copeland remporte un Spotlight award du Los Angeles Music Center. Six compagnies, dont le Joffrey Ballet et le San Francisco Ballet, lui proposent de participer à leurs ateliers d'été. Elle choisit de prendre part à ceux du San Francisco Ballet. Copeland retourne ensuite habiter chez sa mère, mais une lutte pour la garde de l'enfant s'engage entre celle-ci et la famille Bradley, qui lui conseille d'entamer une procédure d'émancipation avec l'aide d'un avocat. La procédure est rejetée par un juge et Sylvia Delacerna, qui souhaite récupérer la garde de sa fille, obtient une ordonnance restrictive à l'encontre des Bradley. La jeune fille est scolarisée à la San Pedro High School et danse l'après-midi dans une petite compagnie, le Diane Lauridsen's Ballet Centre de Torrance,. En 1999, elle est hébergée au couvent des sœurs de Saint-Joseph de New York et participe à l'atelier d'été de l'American Ballet Theatre, dont le directeur artistique lui propose de rejoindre la studio company, un établissement de l'ABT ouvert aux jeunes danseurs. Elle choisit de terminer ses études secondaires, et intègre la studio company l'année suivante.

### Carrière de danseuse classique
Misty Copeland intègre le corps de ballet de l'American Ballet Theatre en 2001, mais une vertèbre fracturée l'oblige à arrêter la danse durant une année. À la puberté, son corps s'éloigne des canons de la danse classique, ce qui lui attire des critiques. Lorsqu'on lui conseille de perdre du poids, alors qu'elle pèse 45 kilos, elle subit des troubles alimentaires. Par la suite, Copeland demeure plus plantureuse et plus athlétique que la plupart des danseuses de ballet,.
En août 2007, Copeland devient la première danseuse afro-américaine de la compagnie new-yorkaise à être nommée soliste depuis Anne Benna Sims (en) et Nora Kimball (en) dans les années 1980,. Elle danse des œuvres de chorégraphes contemporains, dont James Kudelka (en), Jiří Kylián, Mark Morris, Paul Taylor et Twyla Tharp, ainsi que des passages du répertoire classique, dont le pas de deux des paysans de Giselle et le pas de trois du Lac des cygnes. En 2009, elle interprète Gulnare dans Le Corsaire. Misty Copeland tient son premier rôle principal en avril 2012 dans L'Oiseau de feu, chorégraphié par Alexeï Ratmansky. Le ballet, joué au Metropolitan Opera, est bien accueilli par la critique, mais une fracture du tibia gauche, qui nécessite une opération, est découverte quelques jours après sa prestation. Elle effectue son retour en mai 2013 en interprétant la reine des dryades dans Don Quichotte. En 2014, Copeland tient le premier rôle féminin du ballet Coppélia, puis de Casse-noisette. En septembre, durant la tournée de l'ABT en Australie, elle interprète Odette / Odile dans Le Lac des cygnes. Elle tient également le premier rôle féminin dans Roméo et Juliette. En fin d'année, Copeland est récompensée lors de la 57e cérémonie des Dance Magazine Awards organisée par Dance Magazine (en). En 2015, elle danse le rôle principal du Lac des cygnes en tant que soliste invitée du Washington Ballet (en), puis reprend le rôle avec l'American Ballet Theatre au Metropolitan Opera. En juin, après les départs de Julie Kent, Paloma Herrera et Xiomara Reyes (en), l'ABT nomme trois nouvelles principal dancers, le plus haut échelon de la compagnie : Misty Copeland, Stella Abrera et Maria Kochetkova (en),.

### Autres activités

#### Publicité
Copeland fait de la promotion pour des accessoires de danse et pour des firmes comme Lavazza, Payless ShoeSource (en) et Proactiv (en). Elle tourne dans des spots publicitaires pour Dr Pepper et BlackBerry. En 2014, elle participe à la campagne mondiale I Will What I Want de la marque de vêtements Under Armour, dont le spot totalise plus de dix millions de vues sur YouTube.

#### Dans les médias
Au cours des années 2010, Copeland devient une figure médiatique, dont la célébrité dépasse le milieu de la danse classique,. Elle danse dans le clip de la chanson Crimson and Clover, interprétée par Prince en 2009, puis l'accompagne sur scène durant certaines dates de sa tournée Welcome 2 America. En 2014, elle tient le rôle de juge-invitée dans l'émission So You Think You Can Dance. La danseuse publie un livre pour enfants et son autobiographie, intitulée Life in Motion, dont la société de production New Line Cinema acquiert les droits d'adaptation. L'année suivante, un reportage lui est consacré dans le magazine d'information 60 Minutes et elle pose en couverture du numéro de Time consacré aux personnes les plus influentes de l'année. Copeland fait partie des présentateurs de la 69e soirée des Tony Awards. Le documentaire A Ballerina's Tale, qui retrace son parcours, est diffusé au festival du film de Tribeca.
La réussite de Misty Copeland attire le public afro-américain aux représentations de l'American Ballet Theatre. Depuis 2013, elle est la porte-parole de Project Plié, une initiative de l'ABT visant à augmenter la diversité dans le monde de la danse classique en offrant des bourses à des étudiants appartenant à des groupes ethniques sous-représentés.

#### Cinéma
- 2018 : Casse-Noisette et les Quatre Royaumes (The Nutcracker and the Four Realms) de Lasse Hallström et Joe Johnston : La Princesse Ballerine

## Entourage
En 2010, la publicitaire Gilda Squire décide de travailler avec Copeland et devient son agent,. Valentino Carlotti, associé de Goldman Sachs, fait sa connaissance en 2012 et la présente dans le milieu des affaires. Il participe au programme de parrainage de l'ABT et effectue des dons annuels à la compagnie.

## Ouvrages
- Une vie en mouvement : une danseuse étoile inattendue [« Life in Motion. An Unlikely Ballerina »] (trad. de l'anglais, en collaboration avec Charisse Jones), Paris, Christian Bourgois, 2016, 344 p. (ISBN 978-2-267-02971-0)
- (en) Firebird : Ballerina Misty Copeland shows a young girl how to dance like the firebird (ill. Christopher Myers), G. P. Putnam's Sons, 2014, 40 p. (ISBN 978-0-399-16615-0)